# Алберт-Нил
Алберт-Нил е река в Централна Африка, в Уганда и Южен Судан, явяваща се част от средното течение на река Бели Нил (горното течение на река Нил). Река Алберт-Нил изтича от северния ъгъл на езерото Алберт, разположено на 618 m н.в. при селището Панимур. По цялото си протежение тече в северна посока, през равнинни райони в широка долина и със спокойно течение. След градчето Нимуле (най-южното селище на Южен Судан) са разположени праговете Фоля, като тук долината ѝ се стеснява до 20 – 25 km, а течението ѝ става бурно. На около 20 km северозападно от Нимуле, на 572 m н.в. в река Алберт-Нил отдясно се влива река Ачва и оттук надолу реката вече тече под името Бахър ал Джабел (Бели Нил). Основни притоци: леви – Ора, Аняу, Кочи; десни – Танги, Асва, Оме, Зока, Ангведжи. Средният годишен отток на реката при Нимуле е 29 km³. По цялото си протежение е плавателна за плитко газещи речни съдове.